# 主方程式
在物理和化学及相关领域，主方程（Master equation）被用来描述特定的系统。这种系统可以被建模成在任何时间下都处于多个态的概率叠加状态，并且态之间的切换由转换概率矩阵（transition rate matrix）决定。该方程由一组含时微分方程组成，描述系统对不同态的占据情况随时间的变化。

## 简介
主方程是唯象的一阶微分方程，用于描述系统随连续变量t（时间）占据各离散态的概率。一般以矩阵的形式出现：
{\displaystyle {\frac {d{\vec {P}}}{dt}}=\mathbf {A} {\vec {P}},}
其中{\displaystyle {\vec {P}}}是列向量，元素i 代表i 态，{\displaystyle \mathbf {A} }是表示各态之间连接状况（转换概率）的矩阵。态之间的连接状况决定了问题的维度。可能会有如下两种情况：
- 一个d维的系统（d=1,2,3,...），任意一个态只与其2d个最近邻态相连。
- 一个网络，各态之间均可能有连接。具体情况取决于网络的性质。

如果连接状况是不随时间变化的速率常数，主方程就是一个Kinetic_scheme, 对应过程为马尔可夫过程（任何态i 跃迁时间的概率密度函数为e 指数函数）。当连接状况随时间变化时，（也就是矩阵{\displaystyle \mathbf {A} }随时间变化， {\displaystyle \mathbf {A} \rightarrow \mathbf {A} (t)} ），该过程不为定态。此时主方程写作：
{\displaystyle {\frac {d{\vec {P}}}{dt}}=\mathbf {A} (t){\vec {P}}.}
当跃迁时间的概率密度函数为指数函数的组合时，该过程为Semi-Markov_process，对应的运动方程为Integro-differential_equation 伴随的广义主方程：
{\displaystyle {\frac {d{\vec {P}}}{dt}}=\int _{0}^{t}\mathbf {A} (t-\tau ){\vec {P}}(\tau )d\tau .}
矩阵{\displaystyle \mathbf {A} }也代表了出生-死亡过程，也就是概率被注入系统（出生）或从系统中取走（死亡），此时系统不处于平衡态。

## 转换概率矩阵与系统性质
矩阵{\displaystyle \mathbf {A} }表示了转换概率，（也被称为动力学速率或反应速率）。对于其中的元素{\displaystyle A_{k\ell }}，第一个下标k 代表行，第二个下标 {\displaystyle \ell }代表列。同时，第二个下标 {\displaystyle \ell }代表源，第一个下标k 代表目标。对于下标的规定出于简化计算的需要。
对于每个态k，增加占据该态的概率需要来自所有其他态的贡献：
{\displaystyle \sum _{\ell }A_{k\ell }P_{\ell },}
其中{\displaystyle P_{\ell }}是系统处于 {\displaystyle \ell }态的概率，矩阵{\displaystyle \mathbf {A} }的元素为转换概率常数。类似的，{\displaystyle P_{k}}对于占据所有其他的态{\displaystyle P_{\ell }}的贡献为：
{\displaystyle \sum _{\ell }A_{\ell k}P_{k},}
在概率论中，这就是连续时间马尔可夫过程，主方程的积分是查普曼-科尔莫戈罗夫等式。
主方程可以被简化为加和中不含ℓ = k 项的形式。这样的话即使{\displaystyle \mathbf {A} }对角元的值没有被定义或者被赋予了任意值，主方程的计算仍然是可行的。
{\displaystyle {\frac {dP_{k}}{dt}}=\sum _{\ell }(A_{k\ell }P_{\ell })=\sum _{\ell \neq k}(A_{k\ell }P_{\ell })+A_{kk}P_{k}=\sum _{\ell \neq k}(A_{k\ell }P_{\ell }-A_{\ell k}P_{k}).}
其中由于对概率{\displaystyle P_{\ell }}求和会得到1，最后的等号根据下式得以成立：
{\displaystyle \sum _{\ell ,k}(A_{\ell k}P_{k})={\frac {d}{dt}}\sum _{\ell }(P_{\ell })=0}
而由于这对任意概率{\displaystyle {\vec {P}}}均成立，（特别地，对于任意具有在某些k值上具有{\displaystyle P_{\ell }=\delta _{\ell k}}形式的概率），我们可以得到：
{\displaystyle \sum _{\ell }(A_{\ell k})=0\qquad \forall k.}
据此我们可以将对角元写为：
{\displaystyle A_{kk}=-\sum _{\ell \neq k}(A_{\ell k})\Rightarrow A_{kk}P_{k}=-\sum _{\ell \neq k}(A_{\ell k}P_{k})}.
如果加和的每一项在平衡状态下分别消失，即，对于所有的态k 和ℓ 有平衡态概率 {\displaystyle \pi _{k}}和 {\displaystyle \pi _{\ell }}，有：
{\displaystyle A_{k\ell }\pi _{\ell }=A_{\ell k}\pi _{k}.}
则主方程会呈现细致平衡（Detailed_balance ）的特征。
这些对称关系在微观动力学下由时间可逆性（Time_reversibility ）证明，即微观可逆性（Microscopic_reversibility），也被称为昂萨格倒易关系（Onsager_reciprocal_relations）。

## 主方程应用实例
经典和量子力学中许多问题，以及其他科学学科中的部分问题，都可以被简化为主方程这一数学模型的形式。
量子力学中的林德布拉德方程（Lindblad_equation）是对主方程的延申，其描述了密度矩阵的时间演化。尽管林德布拉德方程也常被称为主方程，但并不是严格意义上的。原因在于，它不仅描述了概率（密度矩阵的对角元）的时间演化，也包括了态之间的量子相干性的信息（密度矩阵的非对角元）。
主方程另一个特殊的例子是福克-普朗克方程（Fokker-Planck_equation ）。该方程描述了连续概率分布的时间演化。难以解析分析的复杂主方程都可以通过近似方法（例如 System_size_expansion）归入此形式。
随机化学动力学是主方程的另一个例子。化学主方程被用于对一组化学反应进行建模，其中要求体系中一种或多种物种的分子数要足够少（量级在100到1000个分子）。

## 量子主方程
量子主方程是对主方程这一概念的推广。狭义上的主方程只包含对应一组概率的一组微分方程（只涉及密度矩阵的对角元），量子主方程则包括了整个概率矩阵，包括非对角元。只包含对角元的概率矩阵可以被建模为经典随机过程，因此“一般的”主方程被认为是经典的。非对角元代表了量子相干性这种量子力学的内禀特性。
Redfield_equation 和林德布拉德方程均是近似量子主方程，一般遵循马尔可夫过程。对于特定情况的，更精确的量子主方程，包括Polaron transformed quantum master equation 和VPQME (variational polaron transformed quantum master equation)。